# 吉尔索姆纳特县

吉尔索姆纳特县在古吉拉特邦的位置以紅色標示

吉尔索姆纳特县（英語：Gir Somnath district）为印度古吉拉特邦2013年8月15日新设的7个县份之一，自朱纳格特县析设。全县下辖5个乡，行政中心为韦拉沃尔市。人口946,790（2011年）。